# Пестровка (Омская область)
Пестровка — деревня в Любинском районе Омской области. В составе Тавричанского сельского поселения.

## История
Основана в 1908 г. В 1928 г. посёлок Пестровский состоял из 119 хозяйств, основное население — русские. Центр Пестровского сельсовета Любинского района Омского округа Сибирского края.

## Население
| 2010 |
| ---- |
| 34   |